# Villa Castelli
Pour l’article homonyme, voir Villa Castelli (La Rioja).
Villa Castelli est une commune de la province de Brindisi dans les Pouilles, en Italie.

## Géographie
Villa Castelli se trouve dans la Valle d'Itria et le Salento. 
- Parc naturel régional Terra delle Gravine

## Histoire
- Zone archéologique de Pezza Petrosa, ville antique de Messapie.

## Administration
| Période                                  | Période  | Identité        | Étiquette    | Qualité |
| ---------------------------------------- | -------- | --------------- | ------------ | ------- |
| 14 juin 2004                             | En cours | Francesco Nigro | Lista Civica | Avocat  |
| Les données manquantes sont à compléter. |          |                 |              |         |

### Hameaux
Monte Fellone, Abate Carlo Monte Scotano, Pezza delle Monache Centrale, Sciaiani, San Barbato Lamie, Antoglia. 

### Communes limitrophes
Ceglie Messapica, Francavilla Fontana, Grottaglie, Martina Franca, Tarente

### Évolution démographique
Habitants recensés

### Jumelages
- Kalývia Thorikoú (Grèce)